# グリギシュケス
グリギシュケス（リトアニア語: Grigiškės）はリトアニアの首都ヴィリニュスの郊外にある都市。製紙工場ABグリギシュケスなどがある工業都市である。

## 歴史
1958年5月15日、都市型集落として設置された。1968年に図書館が開館。
リトアニアがソ連から独立を回復したのちの1995年、地方行政区画改革によりヴィリニュス郡トラカイ地区自治体に含まれることとなった。1996年5月10日、大統領令によりグリギシュケス市章が制定された。2000年3月19日（公式には1999年12月21日）、グリギシュケスはトラカイ地区自治体からヴィリニュス都市自治体に移管された。

## 人口
- 1959年 - 02,578人
- 1970年 - 05,026人
- 1977年 - 06,800人
- 1979年 - 08,259人
- 1985年 - 10,600人
- 1989年 - 11,610人
- 2001年 - 11,448人
- 2005年 - 11,496人
- 2011年 - 10,867人
- 2015年 - 10,433人
- 2020年 - 10,808人
- 2021年 - 09,950人